# Єллапрагада Суббарао
Єллапрагада Суббарао (тел. యెల్లాప్రగడ సుబ్బారావు, англ. Yellapragada Subbarao, 12 січня 1895, Бгінаварам, Андгра-Прадеш, Індія — 8 серпня 1948, Нью-Йорк) — індійсько-американський біохімік, що відкрив функцію аденозинтрифосфату як джерела енергії в клітині і синтезував метотрексат для лікування раку.

## Молоді роки, освіта
Єллапрагада Суббарао народився четвертим із семи дітей податкового інспектора Джаганнатама й торговки біжутерією Венкамми. Ця незаможна сім'я походила з телугійського брамінського роду, що належав до спільноти Нійогі. Суббарао проживали в Бгімаварамі, у Мадраському окрузі (нині — Західний Годаварі, штат Андгра-Прадеш). Ще коли Єллапрагада був школярем у Раджамундрі, два його брати Пурушоттам і Крішнамурті померли від хвороби спру, або ж від кохінхінської діареї, і це згодом вплинуло на рішення Єллапрагади стати медиком.
У 1908 році він утік до священного для індуїстів міста Варанасі, щоб там розбагатіти на продажу бананів прочанам. Коли Єллапрагаду повернули додому, мати наполягла, щоб він учився далі. Син послухався й мав успіхи в навчанні, особливо в математиці, але згодом, зблизившись із членами Місії Рамакрішни, захотів стати санясином, тобто жебрущим монахом. Без материної згоди його не могли прийняти в монаший орден, тож місіонери-кришнаїти порадили йому вивчитися на лікаря
.
Тільки з третьої спроби він закінчив середню школу в Мадрасі. Склавши проміжний іспит в окружному коледжі, у 1915 році вступив до Мадраського медичного коледжу. Йому матеріально допомагали друзі, зокрема далекий родич Кастурі Сур'янарана Мурті. 10 травня 1919 року Єллапрагада одружився з його дочкою Сешагірі. Підтримавши заклик Ганді бойкотувати британські товари, він носив хірургічний халат із домотканого полотна каді й цим викликав невдоволення M. C. Брадфілда, викладача хірургії. 1921 року Субаррао закінчив коледж, але став тільки ліценціатом медицини і хірургії, а не бакалавром.
Безуспішно спробувавши влаштуватися на роботу в Мадраській медичній службі, Суббарао став викладати анатомію в Аюрведичному коледжі Лакшмі Паті в Мадрасі. Вірив у цілющу силу аюрведичних ліків і розпочав дослідження, щоб поставити давню науку на сучасну основу.
Завдяки випадковій зустрічі з американським лікарем, що приїхав, маючи стипендію Рокфеллера, Суббарао змінив свої плани. Керівництво благодійної організації «Малладі Сатьялінгам Найкер» у Какінаді пообіцяло підтримати його, тесть дав гроші, й 26 жовтня 1922 року Суббарао прибув до Бостона.

## Життя у США
Спершу він, навчаючись у Гарвардській школі тропічної медицини, не міг знайти роботу за фахом і підробляв нічним сторожем у Бріґамській жіночій лікарні. Закінчивши цей навчальний заклад у червні 1924-го, Субаррао став працювати в ньому молодшим викладачем. Цього ж року разом із Сайрусом Фіске він розробив швидкий калориметричний метод визначення вмісту фосфору в рідинах і тканинах організму. За це Суббарао дістав рокфеллерівську стипендію. З ним же і з Карлом Ломаном у 1929 році Субаррао відкрив аденозинтрифосфат (АТФ) і з'ясував роль АТФ і фосфокреатину в життєдіяльності м'язів. Того ж року він здобув докторський ступінь.
1940 року Субаррао влаштувався працювати на підприємстві «Лабораторії Ледерле» (Lederle Laboratories), підрозділі фірми «Американський ціанамід» (American Cyanamid). Нині це підприємство входить у склад
«Ваєт» (Wyeth), який належить фірмі «Пфайзер» (Pfizer). У «Лабораторіях Ледерле» він розробив метод синтезу фолієвої кислоти — вітаміну B9, заснований на працях Люсі Віллз. Цей хімікат використовували як ліки проти анемії.

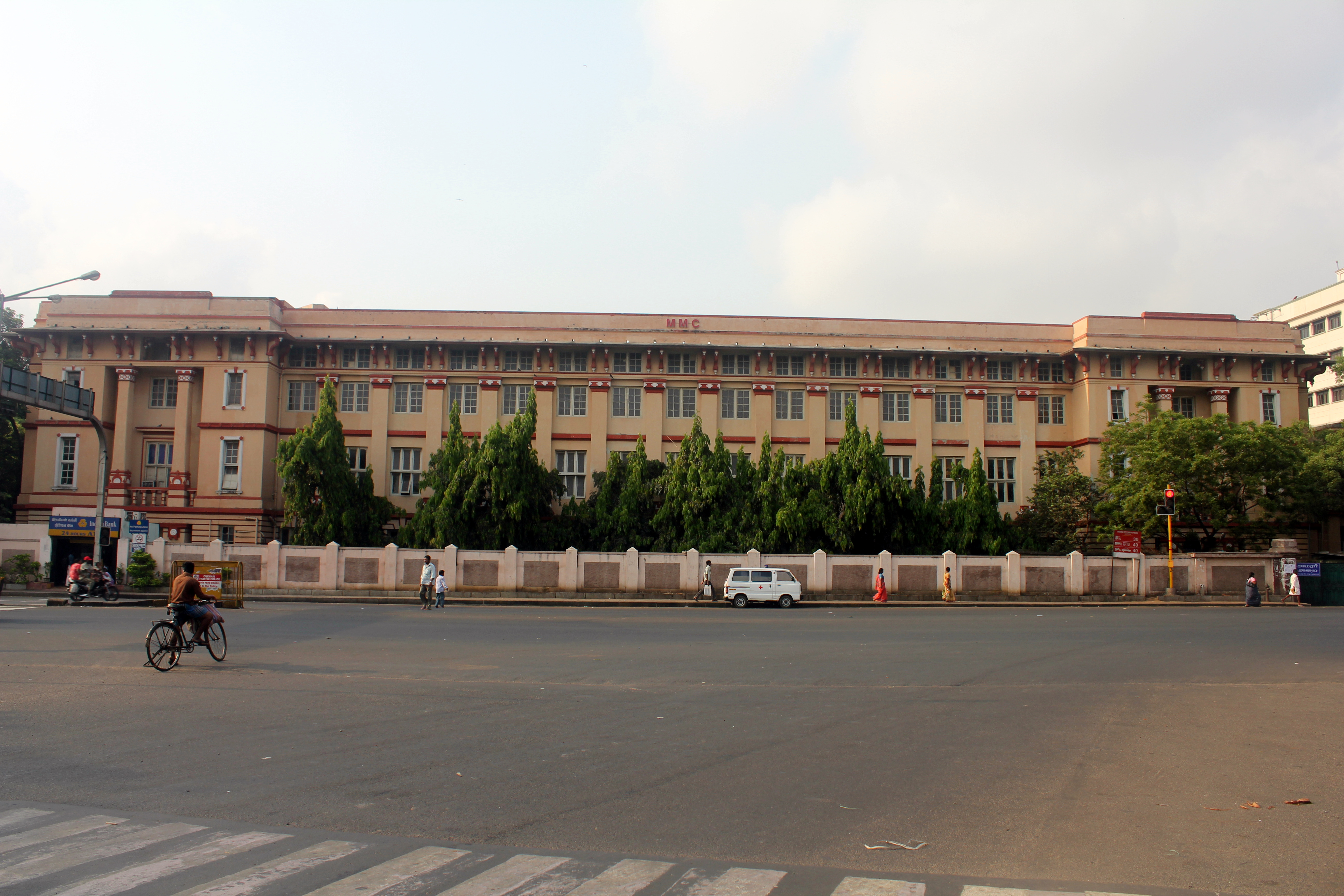
Головний корпус Мадраського медичного коледжу.

На прохання Сідні Фарбера Субаррао синтезував на основі фолієвої кислоти перші хіміотерапевтичні протиракові препарати. Спочатку, в 1947 році, — аміноптерин, а невдовзі — метотрексат, який і досі широко застосовують. Він також відкрив препарат диетилкарбамазин (або ж гетразан) — засіб проти філяріатозу, рекомендований Всесвітньою організацією здоров'я. Під керівництвом цього біохіміка у 1945 році Бенджамін Даґґар відкрив перший у світі тетрацикліновий антибіотик — ауреоміцин. Це відкриття завдячує наймасовішому у ті часи науковому експерименту. Американським солдатам, які під час Другої світової війни були в різних місцях світу, доручили збирати в цих місцях зразки ґрунту й передавати їх на аналіз у «Лабораторіях Ледерле». Науковці з'ясовували, чи є в цьому матеріалі природні антибактеріальні агенти, вироблені ґрунтовими грибками.
Як ствердив індійський науковець, колишній директор Центру клітинної й молекулярної біології Пушпа Мітра Бгарґава, Єллапрагада Суббарао дістав право на американське підданство тільки у 1946 році. З самого початку проживання у США йому регулярно продовжували термін чинності візи, а з 1940-го він мусив носити з собою картку з відбитком свого пальця, з реєстраційним номером 3420564 і з позначкою «чужинець». Що три місяці доводилося повідомляти свою адресу чиновникам міністерства юстиції США. Єллапрагада Суббарао помер від інфаркту. Перед смертю він сказані колегам останні слова: «Якщо Бог дасть мені прожити ще рік-два, то, можливо, ми зможемо лікувати ще одну хворобу».

## Запізніле визнання
Єллапрагаді Суббарао досі не віддали належних почестей за його наукові заслуги. Головно тому, що цей учений не вмів сприяти своїм інтересам, виставляти напоказ свою працю й себе самого. Одного разу його адвокат здивувався, дізнавшись, що Субаррао нехтує принцип, якого додержують науковці в усьому світі, — пов'язувати власне ім'я з власною роботою. Він ніколи не давав інтерв'ю для преси, не відвідував зібрань у навчальних закладах і не їздив у лекційні турне. Як написав Сіддгартха Мукерджі про цього науковця, «будь-якого з його досягнень було б досить, щоб гарантувати професуру в Гарварді. Але Суббарао був чужинець, нічний відлюдько, затятий вегетаріанець, що жив в однокімнатному помешканні в середмісті й приятелював тільки з іншими нічними самітниками, як-от Фарбер».
Його колега Джордж Гітчінгс, який з Гертрудою Елайон у 1988 році здобув Нобелівську премію з фізіології і медицини, сказав: «Деякі з нуклеотидів, що їх синтезував Суббарао, згодом довелося відкривати заново іншим працівникам, бо Фіске (мабуть, через заздрощі) не дав внеску Єллапрагади побачити світ».
На честь Субаррао співробітники компанії «Американський ціанамід» назвали гриб Subbaromyces splendens. Вони помістили меморіальну дошку на лабораторії, де він працював. В Індії випущено поштову марку із зображенням Єллапрагади Суббарао, а в Гайдарабаді поставили його бюст. У мадраському Технологічному коледжі Агаппи скликали семінар, присвячений пам'яті Суббарао.
У квітні 1950-го Дорон К. Антрім в опублікованій у журналі Argosy статті зауважив: «Ви, мабуть, ніколи й не чули про доктора Єллапрагаду Субаррао. Однак завдяки тому, що він жив, нині ви можете жити й добре почуватися. Бо він жив для того, щоб ви могли жити довше».

## Публікації
- Angia, R.B.; Boothe, J.H.; Hutchings, B.L.; Mowat, J.H.; Semb, J.; Stokstad, E.L.R.; Subbarow, Y.; Waller, C.W.; Cosulich, D.B.; Fabrenbach, M.J.; Hultquist, M.E.; Erwin, K.U.H.; Northey, E.H.; Seeger, D.R.; Sickels, J.P.; Smith Jr, J.M. (1946). The structure and synthesis of the liver L. casei factor. Science. 103 (2683): 667—669. doi:10.1126/science.103.2683.667.
- Angier, R.B.; Boothe, J.H.; Hutchings, B.L.; Mowat, J.H.; Semb, J.; Stokstad, E.L.R.; SubbaRow, Y.; Waller, C.W.; Cosulich, D.B.; Fahrenbach, M.J.; Hultquist, M.E.; Kuh, E.; Northey, E.H.; Seeger, D.R.; Sickels, J.P.; Smith Jr, J.M. (1945). Synthesis of a compound identical with the L. casei factor isolated from liver. Science. 102 (2644): 227—228. doi:10.1126/science.102.2644.227. PMID 17778509.
- Angier, R.B.; Mowat, J.H.; Boothe, J.H.; Waller, C.W.; Semb, J.; Hutchings, B.L.; Stokstad, E.L.R.; Subbarow, Y. (1948). The preparation of 2-amino-4-hydroxy-6-keto-5,5-dichlorodihydropyrimidine. Journal of the American Chemical Society. 70 (3): 1274—1275. doi:10.1021/ja01183a502.
- Angier, R.B.; Stokstad, E.L.R.; Mowat, J.H.; Hutchings, B.L.; Boothe, J.H.; Waller, C.W.; Semb, J.; SubbaRow, Y.; Cosulich, D.B.; Fahrenbach, M.J.; Hultquist, M.E.; Kuh, E.; Northey, E.H.; Seeger, D.R.; Sickels, J.P.; Smith Jr, J.M. (1948). Synthesis of pteroylglutamic acid. III. Journal of the American Chemical Society. 70 (1): 25—26. doi:10.1021/ja01181a008.
- Angier, R.B.; Waller, C.W.; Boothe, J.H.; Mowat, J.H.; Semb, J.; Hutchings, B.L.; Stokstad, E.L.R.; Subbarow, Y. (1948). Pteridine chemistry. I. Journal of the American Chemical Society. 70 (9): 3029—3031. doi:10.1021/ja01189a058.
- Angier, R.B.; Waller, C.W.; Hutchings, B.L.; Boothe, J.H.; Mowat, J.H.; Semb, J.; SubbaRow, Y. (1950). Pteroic acid derivatives. VI. Unequivocal syntheses of some isomeric glutamic acid peptides. Journal of the American Chemical Society. 72 (1): 74—77. doi:10.1021/ja01157a021.
- Baker, B.R.; Querry, M.V.; Bernstein, S.; Safir, S.R.; Subbarow, Y. (1947). Biotin. IV. A second synthesis of 2-(Œ¥-carboxybutyl)-thiophane-3,4-dicarboxylic acid. Journal of Organic Chemistry. 12 (1): 167—173. doi:10.1021/jo01165a021.
- Baker, B.R.; Querry, M.V.; McEwen, W.L.; Bernstein, S.; Safir, S.R.; Dorfman, L.; Subbarow, Y. (1947). Biotin. VI. Synthesis of biotin and epiallobiotin. Journal of Organic Chemistry. 12 (1): 186—198. doi:10.1021/jo01165a023.
- Bernstein, S.; Binovi, L.J.; Dorfman, L.; Sax, K.J.; Subbarow, Y. (1949). 7-Dehydrocholesterol. Journal of Organic Chemistry. 14 (3): 433—446. doi:10.1021/jo01155a015.
- Bernstein, S.; Sax, K.J.; Subbarow, Y. (1948). 7-Dehydrocholesteryl chloride and bromide. Journal of Organic Chemistry. 13 (6): 837—842. doi:10.1021/jo01164a009.
- Boothe, J.H.; Mowat, J.H.; Hutchings, B.L.; Angier, R.B.; Waller, C.W.; Stokstad, E.L.R.; Semb, J.; Gazzola, A.L.; Subbarow, Y. (1948). Pteroic acid derivatives. II. Pteroyl-γ-glutamylglutamic acid and pteroyl-γ-glutamyl-γ-glutamylglutamic acid. Journal of the American Chemical Society. 70 (3): 1099—1102. doi:10.1021/ja01183a068.
- Boothe, J.H.; Semb, J.; Waller, C.W.; Angier, R.B.; Mowat, J.H.; Hutchings, B.L.; Stokstad, E.L.R.; Subbarow, Y. (1949). Pteroic acid derivatives. III. Pteroyl-γ-glutamylglutamic acid and pteroyl-γ-glutamyl-γ-glutamylglutamic acid. Journal of the American Chemical Society. 71 (7): 2304—2308. doi:10.1021/ja01175a010.
- Boothe, J.H.; Waller, C.W.; Stokstad, E.L.R.; Hutchings, B.L.; Mowat, J.H.; Angier, R.B.; Semb, J.; SubbaRow, Y.; Cosulich, D.B.; Fahrenbach, M.J.; Hultquist, M.E.; Kuh, E.; Northey, E.H.; Seeger, D.R.; Sickels, J.P.; Smith Jr, J.M. (1948). Synthesis of pteroylglutamic acid. IV. Journal of the American Chemical Society. 70 (1): 27—28. doi:10.1021/ja01181a009.
- Fiske, C.H.; Subbarow, Y. (1927). The nature of the "inorganic phosphate" in voluntary muscle. Science. 65 (1686): 399. doi:10.1126/science.65.1686.401. PMID 17807679.
- Fiske, C.H.; Subbarow, Y. (1929). Phosphorus compounds of muscle and liver. Science. 70 (1816): 381—382. doi:10.1126/science.70.1816.381-a.
- Harned, B.K.; Cunningham, R.W.; Halliday, S.; Vessey, R.E.; Yuda, N.N.; Clark, M.C.; Hine, C.H.; Cosgrove, R.; Subbarow, Y. (1948). Studies on the chemotherapy of filariasis. VI. Some pharmacopynamic properties of 1-diethylcarbamyl-4-methylpiperazine hydrochloride, Hetrazan. The Journal of Laboratory and Clinical Medicine. 33 (2): 216—235.
- Hewitt, R.I.; Kushner, S.; Stewart, H.W.; White, E.; Wallace, W.S.; SubbaRow, Y. (1947). Experimental chemotherapy of filariasis. III. Effect of 1-diethylcarbamyl-4-methylpiperazine hydrochloride against naturally acquired filarial infections in cotton rats and dogs. The Journal of Laboratory and Clinical Medicine. 32 (11): 1314—1329.
- Hewitt, R.I.; Wallace, W.S.; White, E.; SubbaRow, Y. (1947). Experimental chemotherapy of filariasis. I. Experimental methods for testing drugs against naturally acquired filarial infections in cotton rats and dogs. The Journal of Laboratory and Clinical Medicine. 32 (11): 1293—1303.
- Hewitt, R.I.; White, E.; Wallace, W.S.; Stewart, H.W.; Kushner, S.; SubbaRow, Y. (1947). Experimental chemotherapy of filariasis. II. Effect of piperazine derivatives against naturally acquired filarial infections in cotton rats and dogs. The Journal of Laboratory and Clinical Medicine. 32 (11): 1304—1313.
- Hultquist, M.E.; Germann, R.P.; Webb, J.S.; Wright Jr, W.B.; Roth, B.; Smith Jr, J.M.; Subbarow, Y. (1951). N-heterocyclic benzenesulfonamides. Journal of the American Chemical Society. 73 (6): 2558—2566. doi:10.1021/ja01150a042.
- Hultquist, M.E.; Kuh, E.; Cosulich, D.B.; Fahrenbach, M.J.; Northey, E.H.; Seeger, D.R.; Sickels, J.P.; Smith Jr, J.M.; Angier, R.B.; Boothe, J.H.; Hutchings, B.L.; Mowat, J.H.; Semb, J.; Stokstad, E.L.R.; SubbaRow, Y.; Waller, C.W. (1948). Synthesis of pteroylglutamic acid (liver L. casei factor) and pteroic acid. II. Journal of the American Chemical Society. 70 (1): 23—24. doi:10.1021/ja01181a007.
- Hutchings, B.L.; Stokstad, E.L.R.; Bohonos, N.; Sloane, N.H.; SubbaRow, Y. (1948). The isolation of the fermentation Lactobacillus casei factor. Journal of the American Chemical Society. 70 (1): 1—3. doi:10.1021/ja01181a001.
- Hutchings, B.L.; Stokstad, E.L.R.; Mowat, J.H.; Boothe, J.H.; Waller, C.W.; Angier, R.B.; Semb, J.; SubbaRow, Y. (1948). Degradation of the fermentation L. casei factor. II. Journal of the American Chemical Society. 70 (1): 10—13. doi:10.1021/ja01181a004.
- Kushner, S.; Dalalian, H.; Cassell, R.T.; Sanjurjo, J.L.; McKenzie, D.; Subbarow, Y. (1948). Experimental chemotherapy of tuberculosis. I. Substituted nicotinamides. Journal of Organic Chemistry. 13 (6): 834—836. doi:10.1021/jo01164a008.
- Little, P.A.; Oleson, J.J.; SubbaRow, Y. (1948). The effect of nutrition on the tumor response in Rous chicken sarcoma. The Journal of Laboratory and Clinical Medicine. 33 (9): 1139—1143.
- Little, P.A.; Sampath, A.; SubbaRow, Y. (1948). The use of antagonists of pteroylglutamic acid in controlling Rous chicken sarcoma. The Journal of Laboratory and Clinical Medicine. 33 (9): 1144—1149.
- McKenzie, D.; Malone, L.; Kushner, S.; Oleson, J.J.; SubbaRow, Y. (1948). The effect of nicotinic acid amide on experimental tuberculosis of white mice. The Journal of Laboratory and Clinical Medicine. 33 (10): 1249—1253.
- Mowat, J.H.; Boothe, J.H.; Hutchings, B.L.; Stokstad, E.L.R.; Waller, C.W.; Angier, R.B.; Semb, J.; Cosulich, D.B.; SubbaRow, Y. (1948). Erratum: The structure of the liver L. casei factor (Journal of the American Chemical Society (1948) 70, (14)). Journal of the American Chemical Society. 70 (12): 4275. doi:10.1021/ja01192a622.
- Mowat, J.H.; Boothe, J.H.; Hutchings, B.L.; Stokstad, E.L.R.; Waller, C.W.; Angier, R.B.; Semb, J.; Cosulich, D.B.; SubbaRow, Y. (1948). The structure of the liver L. casei factor. Journal of the American Chemical Society. 70 (1): 14—18. doi:10.1021/ja01181a005.
- Mowat, J.H.; Gazzola, A.L.; Hutchings, B.L.; Boothe, J.H.; Waller, C.W.; Angier, R.B.; Semb, J.; Subbarow, Y. (1949). Pteroic acid derivatives. IV. Pteroyl-α,γ-glutamyldiglutamic acid. Journal of the American Chemical Society. 71 (7): 2308—2310. doi:10.1021/ja01175a011.
- Mowat, J.H.; Hutchings, B.L.; Angier, R.B.; Stokstad, E.L.R.; Boothe, J.H.; Waller, C.W.; Semb, J.; Subbarow, Y. (1948). Pteroic acid derivatives. I. Pteroyl-Œ±-glutamylglutamic acid and pteroyl-α,γ-glutamyldiglutamic acid. Journal of the American Chemical Society. 70 (3): 1096—1098. doi:10.1021/ja01183a067.
- Safir, S.R.; Bernstein, S.; Baker, B.R.; McEwen, W.L.; Subbarow, Y. (1947). Biotin. IX. A synthesis of dl-dehydrobiotin. Journal of Organic Chemistry. 12 (3): 475—482. doi:10.1021/jo01167a017.
- Safir, S.R.; Kushner, S.; Brancone, L.M.; Subbarow, Y. (1948). Experimental chemotherapy of trypanosomiasis. II. The preparation of compounds related to p-phenylenediguanidine. Journal of Organic Chemistry. 13 (6): 924—932. doi:10.1021/jo01164a024.
- Sanders, M.; Subbarow, Y.; Alexander, R.C. (1948). An effective antiviral synthetic. Texas reports on biology and medicine. 6 (3): 385—395.
- Semb, J.; Boothe, J.H.; Angier, R.B.; Waller, C.W.; Mowat, J.H.; Hutchings, B.L.; Subbarow, Y. (1949). Pteroic acid derivatives. V. Pteroyl-α-glutamyl-α-glutamylglutamic acid, pteroyl-γ-glutamyl-α-glutamylglutamic acid, pteroyl-α-glutamyl-γ-glutamylglutamic acid. Journal of the American Chemical Society. 71 (7): 2310—2315. doi:10.1021/ja01175a012.
- Stewart, H.W.; Turner, R.J.; Denton, J.J.; Kushner, S.; Brancone, L.M.; McEwen, W.L.; Hewitt, R.I.; Subbarow, Y. (1948). Experimental chemotherapy of filariasis. IV. The preparation of derivatives of piperazine. Journal of Organic Chemistry. 13 (1): 134—143. doi:10.1021/jo01159a018.
- Stokstad, E.L.R.; Hutchings, B.L.; Mowat, J.H.; Boothe, J.H.; Waller, C.W.; Angier, R.B.; Semb, J.; SubbaRow, Y. (1948). The degradation of the fermentation Lactobacillus casei factor. I. Journal of the American Chemical Society. 70 (1): 5—9. doi:10.1021/ja01181a003.
- Stokstad, E.L.R.; Hutchings, B.L.; SubbaRow, Y. (1948). The isolation of the Lactobacillus casei factor from liver. Journal of the American Chemical Society. 70 (1): 3—5. doi:10.1021/ja01181a002.
- Subbarow, Y.; Dann, W.J. (1938). The inactivity of β-aminopyridine in blacktongue. Journal of the American Chemical Society. 60 (10): 2565. doi:10.1021/ja01277a506.
- Subbarow, Y.; Dann, W.J.; Meilman, E. (1938). The effect of β-aminopyridine in experimental blacktongue. Journal of the American Chemical Society. 60 (6): 1510—1511. doi:10.1021/ja01273a505.
- Subbarow, Y.; Hastings, A.B.; Elkin, M. (1945). Chemistry of Anti-Pernicious Anemia Substances of Liver. Vitamins and Hormones. 3 (C): 237—296. doi:10.1016/s0083-6729(08)61114-0.
- Subbarow, Y.; Hitchings, G.H. (1939). Pantothenic acid as a factor in rat nutrition [9]. Journal of the American Chemical Society. 61 (6): 1615—1616. doi:10.1021/ja01875a522.
- Subbarow, Y.; Jacobson, B.M.; Prochownick, V. (1936). Studies of the pernicious anemia principle in liver. III. The isolation and properties of a substance with primary therapeutic activity. Journal of the American Chemical Society. 58 (11): 2234—2236. doi:10.1021/ja01302a044.
- Subbarow, Y.; Rane, L. (1939). Pantothenic acid as a growth factor for the Dochez NY5 strain of hemolytic Streptococcus [10]. Journal of the American Chemical Society. 61 (6): 1616. doi:10.1021/ja01875a523.
- Waller, C.W.; Hutchings, B.L.; Mowat, J.H.; Stokstad, E.L.R.; Boothe, J.H.; Angier, R.B.; Semb, J.; SubbaRow, Y.; Cosulich, D.B.; Fahrenbach, M.J.; Hultquist, M.E.; Kuh, E.; Northey, E.H.; Seeger, D.R.; Sickels, J.P.; Smith Jr, J.M. (1948). Synthesis of pteroylglutamic acid (liver L. casei factor) and pteroic acid. I. Journal of the American Chemical Society. 70 (1): 19—22. doi:10.1021/ja01181a006.